# Wise Registry Cleaner
Wise Registry Cleaner (antérieurement Wise Registry Cleaner Free), développé par WiseCleaner.com, est un programme utilitaire utilisé pour nettoyer les entrées invalides du Registre Windows, défragmenter et optimiser le registre de votre ordinateur.

## Fonctions
Wise Registry Cleaner localise et peut corriger, dans le registre Windows, les problèmes tels que les références manquantes à des DLL partagées, les entrées d'extension de fichier inutiles et les références de chemins d'application manquantes. Wise Registry Cleaner indique les éléments du registre pouvant être retirés en toute sécurité et ceux qu'il est moins sûr de corriger. Il va automatiquement prendre une copie de sauvegarde des suppressions. Il permet également une sauvegarde manuelle de l'entièreté du registre avant les opérations. De ce fait, il est beaucoup plus fiable que d'autres outils de registre. Wise Registry Cleaner supporte en plus la création et la suppression de points de restauration par l'utilisateur.

## Critiques
Les éditeurs de CNET ont accordé une évaluation de 4,5/5 étoiles à cette application, la qualifiant de "hautement recommandée" et "un outil indispensable", malgré quelques inconvénients mineurs.
Ce programme a également reçu des notes élevées et des comptes-rendus très positifs de la part de célèbres sites web internationaux de distribution et évaluation de logiciels, tels que Chip.de.
en Allemagne et PCWorld.com.